# Martin Rufer Quartet
Martin Rufer Quartet je komorní jazzové uskupení, které založil klavírista Martin Rufer. Podnětem byl Václav Purchart (majitel klubu Rokáč Vinohrady v Mostě) a skutečnost, že v Ústeckém kraji takřka neexistovala jazzová scéna. Stálými členy jsou: Martin Rufer (piano), Jiří Vodrážka (kytara), Daniel Bleha (saxofon) a Marek Cicko (bicí). U mikrofonu se objevuje zpěvák Matěj Vlček.

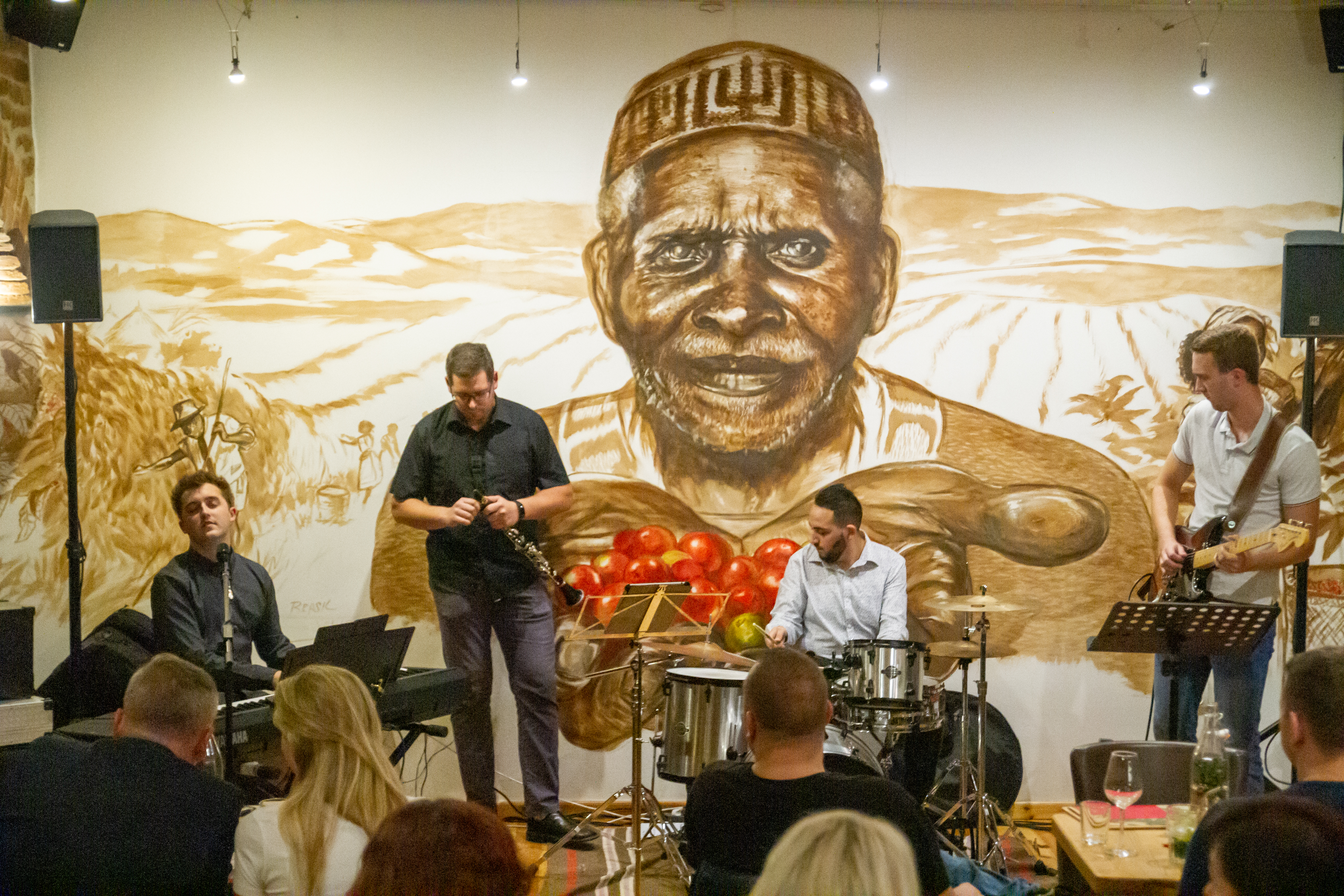
Stálá sestava Quartetu v roce 2019 (zleva M. Rufer, D. Bleha, M. Cicko, J. Vodrážka)

## Začátky a vliv
Kapela vznikla „na objednávku“ Václava Purcharta, majitele mosteckého klubu Rokáč Vinohrady. V počátcích se mělo jednat pouze o přátelskou sešlost a první vystoupení mělo být koncipováno jako veřejná jam session. Na debutový koncert (28. září 2018) ale dorazilo přes 100 lidí – muzikantům tak rychle došlo, že má cenu v činnosti pokračovat cílevědomě. Zanedlouho se rozjela do sousedních oblastí a začala se pravidelně objevovat na velkých akcích pořádaných statutárním městem Most. Repertoár se skládá převážně z jazzových a bluesových standardů.

## Členové
- Martin Rufer – piano a basa, moderátor
- Jiří Vodrážka – elektrická kytara
- Daniel Bleha – saxofon, zvukař
- Marek Cicko – bicí